# Helle Thorning-Schmidt
Helle Thorning-Schmidt (n. 14 decembrie 1966, Rødovre, Danemarca) este un om politic danez, prim-ministru al Danemarcei între 3 octombrie 2011-28 iunie 2015.
A fost membru al Parlamentului European din partea Danemarcei în perioada 1999-2004.